# Michael Deaver
Pour les articles homonymes, voir Deaver.
Michael Deaver, ne le 11 avril 1938 - mort le 18 août 2007, est un membre du cabinet de la Maison-Blanche sous la présidence de Ronald Reagan en tant qu'adjoint au chef de cabinet de la Maison-Blanche de janvier 1981 à mai 1985,. Proche conseiller du président Ronald Reagan, il contribue à façonner son image auprès du peuple américain.